# 谷井田村
谷井田村（やいたむら）は、かつて茨城県筑波郡に存在した村である。現在の茨城県つくばみらい市の南部に位置する。
村の南部には小貝川がある。

## 沿革
- 1889年（明治22年）4月1日 - 町村制施行に伴い、旧来の谷井田村・上平柳村・山谷村・中平柳村・下平柳村が合併して筑波郡谷井田村が成立。
- 1954年（昭和29年）7月1日 - 小張村・三島村・豊村と合併し伊奈村が発足。同日谷井田村廃止。